# Geels Bakke
Geels Bakke er en bakke ved Geels Skov, som gennemløbes af Kongevejen (sekundærrute 201) i Holte 15 km nord for København. Bakken ligger mellem Skovridergårdsvej mod syd og Holte Stationsvej/Øverødvej mod nord. Den firesporede vej med krybespor, bred midterrabat og skov på begge sider udgør på dette stykke en flot port til København. Bakken bruges flittigt af mountainbikere, og parkeringspladserne på bakkens top er et yndet udgangspunkt for hundeluftning. 
Jean Marmillod, en fransk ingeniør og vejekspert blev hentet til Danmark i 1764 af Frederik 5.  for at skabe bedre veje til og fra hovedstaden. Blandt Geels Bakke blev forbedret. Marmillod lavede alle veje som rette linjer.
Et knap 600 m langt stykke af Kongevejen på bakkens sydside stiger 21 m og har en stigning på knap 4%. Ved VM i landevejscykling september 2011 var målet for linjeløbene på toppen af Geels Bakke, og slutspurten blev kørt op ad bakkens sydside. 
I 2008 blev en kopi af den to mil marmormilepæl, som blev opsat under Frederik 5., opstillet på sin oprindelige plads. Originalen står på Frilandsmuseet i Kongens Lyngby.